# Hershy Kay
Hershy Kay, né le 17 novembre 1919 et mort le  2 décembre 1981, est un compositeur, arrangeur et orchestrateur américain, surtout connu pour les orchestrations de plusieurs spectacles de Broadway et pour les ballets qu'il a arrangés pour George Balanchine et le New York City Ballet. 
Disposant d'une formation initiale de compositeur, il se lance dans l'orchestration pour améliorer ses revenus. Remarqué par Léonard Bernstein en 1944, il devient un orchestrateur très demandé pour les comédies musicales de Broadway. Il travaille également pour plusieurs compagnies de ballet jusqu'au début des années 1980. 

## Biographie

### Formation et débuts
Hershy Kay nait en 1919 à Philadelphie, fils de deux immigrés russes, son père étant imprimeur et sa mère une cousine de Serguei Eisenstein. Il étudie le violoncelle et la composition au Curtis Institute de Philadelphie entre 1936 et 1940, sous la direction de Randall Thompson, dans les classes duquel il côtoie Leonard Bernstein. 
Installé à New York en 1940, il joue dans divers orchestres de fosse pour subvenir à ses besoins  et commence à arranger des morceaux de musique. Autodidacte en matière d'orchestration, son premier projet professionnel est d'orchestrer plusieurs chansons pour le spectacle de la soprano brésilienne Elsie Houston au Rainbow Room en 1940.

### Orchestrateur
Heshy Kay devient l'un des orchestrateurs les plus demandés de Broadway après que Leonard Bernstein lui confie l'orchestration de sa comédie musicale On the Town en 1944. Il collabore ultérieurement avec Bernstein pour, entre autres, Peter Pan (1950) et Candide (1956), mais aussi pour Marc Blitzstein (Juno (en)), Harvey Schmidt (en) (110 in the Shade (en)), Cy Coleman (Barnum) et Andrew Lloyd Webber (Evita). Il commence à travailler avec le New York City Ballet en 1951, pour le ballet Cakewalk. En 1954, George Balanchine lui demande d'arranger la musique de Western Symphony à partir d'airs de musique traditionnels, et qui constitue l'une de ses œuvres les plus connues. Hershy Kay arrange également la musique de Stars and Stripes pour George Balanchine, d'après la partition de John Philip Sousa.
Il collabore aussi avec d'autres compagnies de ballet comme le Joffrey Ballet pour The Clowns de Gerald Arpino pour lequel il écrit la musique et dirige l'orchestre, mais aussi le Royal Ballet et le Ballet royal du Danemark. Il est également occasionnellement chef d'orchestre du New York Orchestra et enseigne l'orchestration pendant une année à l'Université Columbia en 1972. 

### Compositeur
En tant que compositeur, sa reconstruction et orchestration de la Grande Tarantelle, Op. 67, pour piano et orchestre de Louis Moreau Gottschalk, plus tard chorégraphiée par Balanchine sous le titre Tarantella, suscite un regain d'intérêt pour la musique du compositeur américain. Il  compose la musique  de Mother Goose, un disque publié en 1958 avec les acteurs Boris Karloff, Cyril Ritchard et Celeste Holm. En 1964, Hershy Kay dirige les compositions de jazz d'Eddie Sauter (en) pour le disque Focus de Stan Getz. Il réorchestre la musique de Sigmund Romberg dans un enregistrement de 1963 de sélections de l'opérette The Student Prince, avec Roberta Peters, Jan Peerce et Giorgio Tozzi. 
Il travaille également pour le cinéma, composant la musique de L'Homme au fusil en 1955, Le Roi et Quatre Reines en 1956 et Girl of the Night (en) en 1960, et la télévision, et achève l'opéra The Good Soldier Schweik de Robert Kurka (en).
Hershy Kay meurt d'une crise cardiaque le 2 décembre 1981.

## Principales orchestrations

### Pour le New York City Ballet
- Cakewalk (1951)
- Western Symphony (1954)
- Stars and Stripes (en)(1958)
- The Concert (1960)
- Tarantella (en) (1964)
- Who Cares ? (1970)
- Union Jack (en) (1976)

### Autres orchestrations
- On the Town (1944)
- A Flag Is Born (en) (pièce de théâtre, 1946)
- Peter Pan (1950)
- The Golden Apple (1954)
- Reuben, Reuben (en) (opéra,  1955)
- Candide (1956)
- Once Upon a Mattress (en) (1959)
- Milk and Honey (en) (1961)
- Foxy (en)(1964)
- Drat! The Cat! (en)(1965)
- Mass (1971)
- A Chorus Line (1975)
- 1600 Pennsylvania Avenue (1975)
- Evita (1976)
- Focus (album de Stan Getz, 1976)
- On the Twentieth Century (en) (1978)
- Barnum (1980)
- Olympic Hymn (en) (Leonard Bernstein, 1981)